# Bowling Green (Ohio)
Bowling Green ist eine City in Wood County im US-amerikanischen Bundesstaat Ohio, etwa 30 km südlich vom Stadtzentrum von Toledo. Bowling Green hat 30.808 Einwohner (Stand: Volkszählung von 2020) und ist Sitz der Verwaltung des Wood County. Die ortsansässige Bowling Green State University dominiert mit 20.000 Studenten das Leben der Stadt.
In Bowling Green befinden sich eine Reihe denkmalgeschützter Gebäude und Gebäudeensemble aus der Zeit der Besiedlung Ohios durch Weiße, die in das National Register of Historic Places (NRHP) aufgenommen wurden. Mit dem Main Street Historic District und dem Boom Town Historic District befinden sich zwei komplette Stadtquartiere unter Denkmalschutz.

## Geschichte
Bowling Green wurde 1835 von Joseph Gordon gegründet, der den Ort nach seiner Heimatstadt Bowling Green in Kentucky benannte. Der Ort entwickelte sich nur langsam, bis 1886 mit der Entdeckung von Ölquellen ein Ölboom in Nordwest-Ohio ausbrach. Auch um Bowling Green wurde mittels Derricks Öl gepumpt, und energieintensive Unternehmen (besonders der Glasindustrie) siedelten sich an. Die Quellen begannen jedoch schon an der Wende zum 20. Jahrhundert wieder zu versiegen, und die wirtschaftliche Aktivität in Bowling Green ließ stark nach. 1914 eröffnete die H. J. Heinz Company eine große Produktionsstätte in der Stadt, in der 1910 gegründeten Bowling Green State University wurden die ersten Vorlesungen gehalten.

## Persönlichkeiten
- Andrew Ogg (* 1934), Mathematiker und Professor in Berkeley
- William Easterly (* 1957), Wirtschaftswissenschaftler, Professor an der NYU, Spezialist für Entwicklungshilfe
- Scott Hamilton (* 1958), Eiskunstläufer und Olympiasieger 1984
- Derk Cheetwood (* 1973), Schauspieler
- Josh Almanson (* 1982), Basketballspieler
- Brandy Talore (* 1982), Pornodarstellerin
- Drew Cheetwood (* 1983), Schauspieler und Synchronsprecher
- Alissa Czisny (* 1987), Eiskunstläuferin und Gewinnerin der USA-Meisterschaften 2009
- Miranda May (* 1996), Schauspielerin